# Águilas Club de Fútbol
L'Águilas Club de Fútbol è una società calcistica con sede a Águilas, nella comunità di Murcia, in Spagna.
Gioca nella Segunda División RFEF, la quarta serie del campionato spagnolo.

## Tornei nazionali
- 1ª División: 0 stagioni
- 2ª División: 0 stagioni
- 2ª División B: 7 stagioni
- 3ª División: 35 stagioni

## Stagioni
| Stagione    | Categoria | Posizione |  |
| ----------- | --------- | --------- |  |
| dal 1929-30 | Regionali | —         |  |
| al 1955-56  | Regionali | —         |  |
| 1956/57     | 3ª        | 15°       |  |
| 1957/58     | 3ª        | 10°       |  |
| 1958/59     | 3ª        | 8°        |  |
| 1959/60     | 3ª        | 14°       |  |
| 1960/61     | 3ª        | 15°       |  |
| 1961/62     | 3ª        | 10°       |  |
| 1962/63     | 3ª        | 14°       |  |
| 1963/64     | 3ª        | 15°       |  |
| 1964/65     | Regionali | —         |  |
| 1965/66     | 3ª        | 5°        |  |
| 1966/67     | 3ª        | 10°       |  |
| 1967/68     | 3ª        | 10°       |  |
| 1968/69     | 3ª        | 19°       |  |
| dal 1969-70 | Regionali | —         |  |
| al 1979-80  | Regionali | —         |  |

| Stagione | Categoria | Posizione |  |
| -------- | --------- | --------- |  |
| 1980/81  | 3ª        | 14°       |  |
| 1981/82  | 3ª        | 14°       |  |
| 1982/83  | 3ª        | 9°        |  |
| 1983/84  | 3ª        | 17°       |  |
| 1984/85  | 3ª        | 7°        |  |
| 1985/86  | 3ª        | 6°        |  |
| 1986/87  | 3ª        | 14°       |  |
| 1987/88  | 3ª        | 12°       |  |
| 1988/89  | 3ª        | 18°       |  |
| 1989/90  | 3ª        | 2°        |  |
| 1990/91  | 3ª        | 4°        |  |
| 1991/92  | 3ª        | 2°        |  |
| 1992/93  | 3ª        | 10°       |  |
| 1993/94  | 3ª        | 1°        |  |
| 1994/95  | 3ª        | 2°        |  |
| 1995/96  | 3ª        | 4°        |  |
| 1996/97  | 3ª        | 4°        |  |

| Stagione | Categoria | Posizione |  |
| -------- | --------- | --------- |  |
| 1997/98  | 3ª        | 2°        |  |
| 1998/99  | 2ªB       | 15°       |  |
| 1999/00  | 2ªB       | 20°       |  |
| 2000/01  | 3ª        | 6°        |  |
| 2001/02  | 3ª        | 3°        |  |
| 2002/03  | 3ª        | 4°        |  |
| 2003/04  | 3ª        | 6°        |  |
| 2004/05  | 3ª        | 1°        |  |
| 2005/06  | 2ªB       | 2°        |  |
| 2006/07  | 2ªB       | 8°        |  |
| 2007/08  | 2ªB       | 6°        |  |
| 2008/09  | 2ªB       | 10°       |  |
| 2009/10  | 2ªB       | —         |  |

## Rosa 2009/10
| N. |                               | Ruolo | Calciatore     |
| -- | ----------------------------- | ----- | -------------- |
|    | Spagna (bandiera)             | P     | Javi Soto      |
|    | Spagna (bandiera)             | D     | Juanjo         |
|    | Spagna (bandiera)             | D     | Morillas       |
|    | Spagna (bandiera)             | C     | Xavi           |
|    | Guinea Equatoriale (bandiera) | D     | Laurence Doe   |
|    | Spagna (bandiera)             | C     | Emilio         |
|    | Spagna (bandiera)             | C     | Rafita         |
|    | Spagna (bandiera)             | A     | Sivori         |
|    | Spagna (bandiera)             | C     | Paco Lorca     |
|    | Spagna (bandiera)             | C     | Chito          |
|    | Spagna (bandiera)             | A     | Pablo Pallarés |

| N. |                       | Ruolo | Calciatore          |
| -- | --------------------- | ----- | ------------------- |
|    | Spagna (bandiera)     | A     | Lucky               |
|    | Spagna (bandiera)     | D     | Ignacio Azpilicueta |
|    | Portogallo (bandiera) | D     | Pedro Rodrigues     |
|    | Spagna (bandiera)     | A     | Pedro Baños         |
|    | Spagna (bandiera)     | D     | Javi Piñero         |
|    | Spagna (bandiera)     | A     | José David          |
|    | Spagna (bandiera)     | C     | Marc Martínez       |
|    | Spagna (bandiera)     | D     | Rafa Moreno         |
|    | Spagna (bandiera)     | C     | Zubillaga           |
|    | Spagna (bandiera)     | P     | José Tudela         |
|    | Spagna (bandiera)     | A     | Perico              |

## Palmarès

### Competizioni nazionali
- Tercera División: 2

1993-1994, 2004-2005

### Altri piazzamenti
- Segunda División B:

Secondo posto: 2005-2006 (gruppo IV)
- Tercera División:

Secondo posto: 1989-1990, 1991-1992, 1994-1995, 1997-1998
Terzo posto: 2001-2002